# Александр (Надеждин)
Алекса́ндр (в миру Алекса́ндр Петро́вич Наде́ждин или Надежин; 16 [28] ноября 1857, Пагаченицы, Олонецкая губерния — 15 июля 1931, Сидозеро, Ленинградская область) — деятель обновленчества, до 1922 года — епископ Вологодский и Кадниковский.

## Биография
В 1879 году окончил Олонецкую духовную семинарию. В 1883 году окончил Санкт-Петербургскую духовную академию со степенью кандидата богословия, а впоследствии удостоен звания магистра богословия.
27 августа 1883 года назначен помощником смотрителя Петрозаводского духовного училища.
7 сентября 1890 года назначен смотрителем Каргопольского духовного училища. Был председателем Каргопольского уездного отделения Олонецкого училищного совета. На этом посту изыскал средства на строительство новых зданий училища после уничтожения старых в результате пожара.
15 апреля 1896 года назначен инспектором Олонецкой духовной семинарии.
18 октября 1897 года епископом Олонецким и Петрозаводским Павлом (Доброхотовым) определён настоятелем Свято-Духовского кафедрального собора Петрозаводска и назначен штатным членом Олонецкой духовной консистории по рукоположении во священника с освобождением от духовно-учебной службы.
20 октября 1897 года тем же архиереем рукоположён во священника и вступил в должность настоятеля Свято-Духовского кафедрального собора в Петрозаводска. 26 октября того же года одновременно назначен благочинным кафедрального собора и петрозаводских городских церквей.
2 ноября 1897 года возведён в сан протоиерея с возложением набедренника и награждением бархатной фиолетовой скуфьёй. 9 апреля 1898 года награждён камилавкой. 19 апреля 1900 года награждён наперсным крестом, от Святейшего Синода выдаваемым.
В 1898 году уволен от должности члена Олонецкой духовной консистории.
19 апреля 1900 года награждён наперсным крестом, от Святейшего Синода выдаваемым.
С 4 сентября 1901 по март 1902 года исполнял должность Олонецкого епархиального миссионера.
Состоял председателем Совета Олонецкого епархиального женского училища. Участвовал в строительстве братского дома в Петрозаводске, преобразовании епархиального училища из трёхклассного в шестиклассное, строительстве свечного завода, ремонте кафедрального собора в 1905 году. 7 апреля 1905 года награждён палицей.
С 1 ноября 1906 года одновременно преподавал гомилетику в Олонецкой духовной семинарии. В 1907 году овдовел.
9 января 1908 года назначен ректором Тверской Духовной семинарии. Удостоен степени магистра богословия.
В 1912 году становится членом Государственного совета от белого духовенства по выборам. 1 ноября того же года назначен сверхштатным членом Учебного комитета при Святейшем Синоде. 28 ноября того же года становится клириком синодальной церкви Семи вселенских соборов в Санкт-Петербурге.
6 мая 1916 года награждён митрой.
В 1916 году принимал участие в работе комиссии по народному образованию при Государственном совете.
Прекратил быть членом Государственного совета ввиду его расформирования. 28 апреля 1917 года освобождён от должности члена Учебного комитета при Святейшем Синоде.
После революции вернулся в Олонецкую губернию, в 1917—1918 годы преподавал немецкий язык в Вытегорской женской гимназии.
3 марта 1920 года в Твери, по пострижении в рясофор, хиротонисан во епископа Кашинского, викария Тверской епархии.
В марте 1921 года назначен епископом Вологодским и Кадниковским.
В 1922 году признал обновленческое ВЦУ, уклонившись таким образом в обновленческий раскол. 26 июля 1922 года утверждён председателем Вологодского епархиального управления.
17 августа 1922 года назначен епископом Олонецким и Петрозаводским с возведением в сан архиепископа. Кафедра располагалась в Свято-Духовском соборе Петрозаводска.
В ноябре 1922 года назначен архиепископом Тверским. Кафедра располагалась в Преображенском соборе Твери.
В марте 1923 года избран на епархиальном съезде епископом Олонецкой обновленческой епархии. В апреле 1923 года назначен архиепископ Олонецкий и Петрозаводский, председатель Олонецкого епархиального управления. Кафедра располагалась в Свято-Духовском соборе Петрозаводска.
В апреле-мае 1923 года была участником «Второго всероссийского поместного собора» (первого обновленческого).
В июне 1924 года был участником Всероссийского предсоборного совещания.
Переименован в архиепископа Петрозаводского и Карельского, председателя Карельского епархиального управления.
В октябре 1925 года был участником Третьего всероссийского поместного собора. 25 октября 1926 года возведён в сан митрополита. С 1930 года кафедра располагалась в Крестовоздвиженской кладбищенской (Зарецкой) церкви города Петрозаводска.
11 марта 1931 года уволен на покой по болезни.
Скончался 15 июля 1931 года без покаяния. Похоронен на родине в селе Сидозеро (ныне Подпорожский район Ленинградской области).